# Gist (래퍼)
Gist (본명 : 윤현선, 2001년 11월 19일 ~ )은 대한민국의 래퍼이다. 2019년 EP [CHILD]로 데뷔했다.

## 디스코그래피

### 정규
- 감정
- He
- Beginning
- TOAST

### EP
- CHILD
- 벌써
- 약속

### 싱글
- 바보
- You Don't Know Me
- JIGAP
- 사랑해줄래
- 안행복했네
- 렌즈
- 프로모 싱글

### 믹스테이프
- 원점

## 방송
- 고등래퍼 3 (2019) - Top12 (10위)